# ذي دبيل (المخادر)

تعديل مصدري - تعديل

ذي دبيل محلة تابعة لقرية الحواير، التابعة لعزلة بني سرحة بمديرية المخادر إحدى مديريات محافظة إب في الجمهورية اليمنية، بلغ تعداد سكانها 113 حسب تعداد اليمن لعام 2004.